# 7042 Carver
7042 Carver (1933 FE1) là một tiểu hành tinh vành đai chính được phát hiện ngày 24 tháng 3 năm 1933 bởi K. Reinmuth ở Heidelberg.